# Grosses Fiescherhorn
Grosses Fiescherhorn (alternativt: Gross Fiescherhorn) är en bergstopp på gränsen mellan kantonerna Bern och Valais i Schweiz. Den är belägen i Bernalperna, cirka 65 kilometer sydost om huvudstaden Bern. Tillsammans med Kleines Fiescherhorn och Hinteres Fiescherhorn utgör Grosses Fiescherhorn en del av bergsryggen Fiescherhörner. Toppen på Grosses Fiescherhorn är 4 049 meter över havet.
Berget är på norra sidan mycket brant med en kant som är cirka 4 kilometer lång och vid ett ställe 1 250 meter hög. Kring Grosses Fiescherhorn förekommer flera områden med firn och flera glaciärer. Den på sydöstra sidan (Fieschergletscher) är med en yta av 33 km² den tredje största i Schweiz. Den första bestigningen utfördes 23 juli 1862 av Adolphus Warburton Moore och H. B. George från Storbritannien med guiderna Christian Almer och Ulrich Kaufmann. Den genomfördes över bergets sydvästra kant. I området kring berget etablerades flera fjällstugor.
Försök att nå toppen över den branta norra kanten påbörjades 1926. Alpinisten Kehl från Berlin och guiden Anmatten kom 250 meter framåt. En cirka 1 000 meter hög vägg bredvid den egentliga kanten klarades 3 augusti 1926 av Walter Amstutz och Peter von Schumacher. Den första bestigningen genom norra väggen genomfördes 5 september 1930 av Wilhelm "Willo" Welzenbach och Heinz Tillmann.